# Giuseppe Azzini
Giuseppe Azzini (Gazzuolo, 26 maart 1891 – Ospedaletti, 11 november 1925) was een Italiaans wielrenner. Hij was prof tussen 1912 en 1925. 
In zijn eerste jaar als beroepswielrenner werd hij derde in het Italiaanse kampioenschap op de weg. Omdat de nummers een en twee, Angelo Gremo en Dario Beni gediskwalificeerd werden wegens duwen en trekken, werd hem door de organisatie de titel aangeboden maar hij weigerde.
Hij won in totaal 4 ritten in de Giro en won in 1913 Milaan-Turijn. Verder haalde hij diverse podiumplaatsen in de Ronde van Italië, Milaan-San Remo en de Ronde van Lombardije.
Evenals zijn beide broers Luigi en Ernesto, ook goede wielrenners, overleed hij op jonge leeftijd aan tuberculose.

## Belangrijkste overwinningen
1913
- Milaan-Turijn
- 4e etappe Ronde van Italië
- 5e etappe Ronde van Italië

1914
- 4e etappe Ronde van Italië
- 5e etappe Ronde van Italië

## Resultaten in voornaamste wedstrijden
| Jaar | Ronde van Italië | Ronde van Frankrijk | Ronde van Spanje |
| ---- | ---------------- | ------------------- | ---------------- |
| 1912 |                  |                     |                  |
| 1913 | ↑ (2)            |                     |                  |
| 1914 | opgave (2)       |                     |                  |
| 1915 |                  |                     |                  |
| 1918 |                  |                     |                  |
| 1919 | opgave           |                     |                  |
| 1920 | opgave           |                     |                  |
| 1921 | opgave           |                     |                  |
| 1922 | opgave           |                     |                  |
| 1923 |                  |                     |                  |
| 1924 |                  |                     |                  |

| Jaar | Milaan-San Remo | Parijs-Roubaix | Ronde van Lombardije | Parijs-Tours |
| ---- | --------------- | -------------- | -------------------- | ------------ |
| 1912 | 27e             |                |                      |              |
| 1913 |                 |                |                      |              |
| 1914 | 20e             |                | ↑                    |              |
| 1915 |                 |                |                      |              |
| 1918 |                 |                | 6e                   |              |
| 1919 | 4e              |                |                      |              |
| 1920 | 4e              | 8e             | 4e                   | opgave       |
| 1921 | ↑               |                | 16e                  |              |
| 1922 | opgave          |                | ↑                    |              |
| 1923 | ↑               |                | opgave               |              |
| 1924 |                 |                |                      |              |